# Leucogenes tarahaoa
Leucogenes tarahaoa là một loài thực vật có hoa trong họ Cúc. Loài này được Molloy mô tả khoa học đầu tiên năm 1995.